# Enosburg
Enosburg är en kommun (town) i Franklin County i delstaten Vermont, USA. År 2000 hade Enosburg cirka 2 788 invånare). Den har enligt United States Census Bureau en area på totalt 126,2 km², varav 0,4 km² är vatten. 